# Oravce
Oravce é um município da Eslováquia localizado no distrito de Banská Bystrica, região de Banská Bystrica.

## Demografia
| Ano:        | 1994 | 2004    | 2014   | 2024   |
| ----------- | ---- | ------- | ------ | ------ |
| Broj ljudi: | 137  | 178     | 183    | 185    |
| Razlika:    |      | +29,92% | +2,80% | +1,09% |

| Ano:               | 2023 | 2024   |
| ------------------ | ---- | ------ |
| Número de pessoas: | 182  | 185    |
| Diferença:         |      | +1,64% |